# Aegomorphus robustus
Aegomorphus robustus es una especie de escarabajo longicornio del género Aegomorphus, tribu Acanthoderini, subfamilia Lamiinae. Fue descrita científicamente por Santos-Silva, Botero & Wappesen 2020.

## Descripción
Mide 14,95-20,2 milímetros de longitud.

## Distribución
Se distribuye por Bolivia.